# Sant Marc de Manresa
Sant Marc és una capella del segle xv al peu del camí que arrancava del Pont Vell de Manresa. Fou l'església d'un hospital de leprosos, del qual avui quasi no en queden restes. L'originària construcció gòtica ha sofert diferents reformes, però les línies primitives es mantenen perfectament. El 1898 fou restaurada, però l'any 1907 sofrí l'embat d'una riuada que inundà el barri de Sant Marc, situat a prop de la confluència del torrent de Sant Ignasi i el riu Cardener. Fou saquejada durant la Guerra Civil, però gràcies als veïns del barri i a l'estímul de Mn. Joan Vall (1942) i Mn. Genís Padrós (1957) la capella fou recuperada, al mateix temps que se li treia l'enguixat interior. Actualment l'església solament s'obre el dia de Sant Marc (25 d'abril); es troba força abandonada.
Construcció gòtica d'una sola nau rectangular amb coberta lleugerament apuntada i reforçada per dos arcs apuntats de pedra picada. La capçalera és recta i el presbiteri està lleugerament elevat. La seva superfície és aproximadament d'uns 120 m². Dues finestres al cantó sud i un ull de bou a la cara oest són els punts d'il·luminació del recinte. El portal es troba a ponent, és de mig punt i adovellat. A cada costat de la porta es pot veure, encara que molt desdibuixat, l'escut de la ciutat de Manresa esculpit en baix relleu. La façana acaba amb un senzill campanar d'espadanya. Dos contraforts situats a migdia apuntalen el mur. Pel cantó de tramuntana la capella estava adossada a cases que foren enderrocades. L'aparell és obrat amb carreus de diferents mides disposats en filades, però en alguns punts aquest és força irregular i fins i tot hi ha trossos de totxo i pedres petites.